# Вълчан
 Тази статия е за селото.  За хайдутина вижте Вълчан войвода.  
Вълчан е село в Южна България. То се намира в община Смолян, област Смолян.

## География
Село Вълчан се намира в планински район. Село Вълчан е малко китно селце в Смолянска област. Намира се на границата между общините Смолян и Рудозем на около 2 km от село Равнината - община Рудозем. Малко след Вълчан се намира друго красиво селце – Змиево. Релефът на селото е изцяло планински.

## Религии
Жителите на селото изповядват исляма.